# Língua otí
O otí ou xavante é uma língua indígena brasileira extinta falada no estado de São Paulo. É uma língua ainda não classificada.

## Vocabulário

### Nikulin (2020)
Algumas palavras otí (Nikulin 2020: 78-79):
Fontes usadas por Nikulin (2020):
- Quadros (1892)[2]
- Borba (1908, p. 73–76)[3]
- Curt Nimuendajú (publicado em Ihering, 1912, p. 8)[4]

| Português       | Otí                         |
| --------------- | --------------------------- |
| cabeça          | ursube; ufúbe               |
| cabelo          | eteche; naôdj               |
| olho            | acli, athli                 |
| orelha          | aconxe; acóti; kō's(h)a     |
| nariz           | assondlaibe; sonduái        |
| dente           | vê; ûa                      |
| boca            | afót                        |
| peito           | instúa                      |
| mão             | insua                       |
| pé              | jube; fum                   |
| sangue          | astaete                     |
| água            | ocochia; kos(h)îa; diélsede |
| fogo            | iná; achô; úgide            |
| árvore          | tajane                      |
| terra           | biroa                       |
| pedra           | rátcha                      |
| chuva           | chanin; béia                |
| sente-se!       | roiábe                      |
| deite fora! (?) | bója                        |

### Borba (1908)
Vocabulário Chavante (Otí) segundo Borba (1908):
| Português     | Chavante         |
| ------------- | ---------------- |
| água          | diélsede         |
| anta          | apila            |
| arara         | uida             |
| arco          | inhestecude      |
| assar         | mendoa           |
| barriga       | eltuê            |
| braço         | esteinde         |
| branco        | jaque            |
| brigar        | uirgêlem         |
| bugio         | ontirra          |
| buraco        | birrua           |
| cabeça        | ursube           |
| campo         | juartle          |
| capivara      | othigue          |
| cera          | o’gode           |
| comer         | icabe            |
| comprido      | umostiara        |
| cobra         | apalaiao         |
| correr        | tanyenne         |
| casa          | igobe            |
| chuva         | chanin           |
| dia           | uotue            |
| deite fora    | bóje             |
| estrela       | tuasla           |
| flecha        | torta            |
| jacu          | guiacú           |
| jaboticaba    | uarriga          |
| levante-se    | escoguilabe      |
| lontra        | nectube          |
| lua           | quyade           |
| macaco        | cái              |
| machado       | endáe            |
| matar         | nhadalee         |
| mata          | diguede          |
| macuco        | tú               |
| mão           | insua            |
| mae           | fiduá            |
| mosquito      | ilobi            |
| milho         | chantle          |
| menino        | itarduêde        |
| muito         | leilebe          |
| mulher        | hípipá           |
| mulher moça   | uictoma          |
| moço          | teuéde           |
| nariz         | assondlaibe      |
| noite         | oteiaque         |
| olho          | acli, athlï      |
| orelha        | aconxe           |
| pae           | athrabe          |
| pé            | jube             |
| pão           | tajane           |
| peixe         | erredebe         |
| panela        | déxe             |
| perna         | eteque           |
| pescoço       | atua             |
| pedra         | rátcha           |
| papagaio      | guatá            |
| preto         | hon              |
| porco do mato | antla, inthla    |
| quati         | etecubetei       |
| rio           | dielsede         |
| sol           | esquentábe       |
| sente-se      | roiábe           |
| surrar        | inháre           |
| tamanduá      | alábe            |
| tateto        | tócle, tothle    |
| terra         | birõa            |
| tigre         | cuatá            |
| tucano        | flongue          |
| uru           | dejuáca, tofoaca |
| veado         | jagóde           |
| velho         | cuejê            |
| venha         | heumôde          |
| vermelho      | nojede           |
| 1             | pequinhe         |
| 2             | istonra          |
| 3             | ojeleidapá       |

### Quadros (1892)
Vocabulário Xavante (Otí) segundo Quadros (1892):
| Português     | Xavante     |
| ------------- | ----------- |
| homem         | inuáde      |
| mulher        | donduéde    |
| céu           | atáve       |
| sol           | esquentable |
| lua           | guiáde      |
| estrela       | tuásia      |
| trovão        | catiága     |
| raio          | jatúme      |
| fogo          | achô        |
| água          | ocochia     |
| campo         | folháhe     |
| mel           | concéde     |
| pae           | ascábe      |
| mãe           | idúa        |
| irmão         | vaca        |
| irmã          | forte       |
| velho         | equéri      |
| menino        | estouduéde  |
| índio do mato | culi        |
| cabeça        | ufúbi       |
| cabelo        | eteche      |
| testa         | cúa         |
| sobrancelhas  | inóne       |
| orelha        | acótl       |
| nariz         | sonduái     |
| boca          | afot        |
| dentes        | vê          |
| peito         | instúa      |
| braço         | aquejuê     |
| dedo          | iquéce      |
| barriga       | etiu        |
| bunda         | fube        |
| perna         | etáge       |
| joelho        | euîque      |
| sangue        | astaete     |
| onça          | quatá       |
| anta          | apíla       |
| queixada      | inchéla     |
| caitetu       | quicua      |
| veado         | jagóde      |
| tatu          | eféga       |
| perdiz        | foguedái    |
| cobra         | palaiáo     |